# السرقي (الشعر)

تعديل مصدري - تعديل

السرقي هي إحدى قرى عزلة القابل الأعلى بمديرية الشعر التابعة لمحافظة إب، بلغ تعداد سكانها 314 نسمة حسب تعداد اليمن لعام 2004.